# Tito Otacilio Crasso (console 261 a.C.)
Tito Otacilio Crasso  (latino: Titus Octacilius Crassus) (fl. III secolo a.C.) è stato un politico e generale romano.

## Biografia
Probabilmente era fratello di Manio Otacilio Crasso, il console dell'anno 263 a.C.; Tito fu eletto console nel 261 a.C. con Lucio Valerio Flacco.
Ebbe il comando dell'esercito romano in Sicilia e proseguì le operazioni militari dopo la presa di Agrigento. In ogni caso non si hanno notizie di battaglie e di altri fatti da ricordare durante il periodo del suo consolato.